# Линенка (приток Дымцевки)
Линенка — река в России, протекает по Марёвскому району Новгородской области. Исток реки находится у деревни Поля, далее река течёт сначала на юго-запад, затем на северо-запад. Устье реки находится у деревни Бель-1 Молвотицкого сельского поселения в 10 км по левому берегу реки Дымцевка. Длина реки составляет 11 км.
На реке стоит деревня Линье. О древнем заселении долины реки свидетельствует памятник археологии: жальник XII—XV вв., расположенный на юго-западной окраине деревни Поля, в 300 м восточнее левого берега Линенки.

## Данные водного реестра
По данным государственного водного реестра России относится к Балтийскому бассейновому округу, водохозяйственный участок реки — Ловать и Пола, речной подбассейн реки — Волхов. Относится к речному бассейну реки Нева (включая бассейны рек Онежского и Ладожского озера).
Код объекта в государственном водном реестре — 01040200312102000022028.